# Claude Wolff
Claude Wolff (ur. 24 stycznia 1924 w Strasburgu, zm. 6 maja 2005 w Clermont-Ferrand) – francuski polityk, samorządowiec i księgowy, deputowany krajowy, poseł do Parlamentu Europejskiego II kadencji.

## Życiorys
Syn rzeźnika Simona Wolffa i Marthe Kahn. Kształcił się w szkołach w Strasburgu, następnie po ich przenosinach do Clermont-Ferrand w 1939 podjął naukę tamże. W 1942 ukończył École Supérieure de Commerce. Od 1944 walczył w niezależnej brygadzie oporu w Alzacji i Lotaryngii dowodzonej przez André Malraux i współpracującej z Francuskimi Siłami Wewnętrznymi. W 1946 został zdemobilizowany. W tym samym roku osiedlił się w Owernii, gdzie podjął pracę jako księgowy i audytor. Został szefem departamentalnego stowarzyszenia księgowych oraz regionalnego zrzeszenia audytorów, kierował też regionalnym stowarzyszeniem pożyczkowym.
Działał w Partii Radykalnej, kierował jej strukturami w departamencie, następnie był wiceprzewodniczącym federacyjnej Unii na rzecz Demokracji Francuskiej. Od 1967 radny, a od 1974 do 2005 mer Chamalières (zastąpił odchodzącego Valéry’ego Giscarda d’Estainga). Ponadto zasiadał w radzie kantonu Rochefort-Montagne (1976–1988), radzie regionu Owernia (1976–1984) oraz pełniącej funkcje doradcze Radzie Ekonomicznej i Społecznej (1979–1981). W 1981 wybrano go do Zgromadzenia Narodowego z listy UDF. Z mandatu zrezygnował w 1984 w związku z wyborem do Parlamentu Europejskiego, gdzie przystąpił do frakcji liberalno-demokratycznej. W latach 1990–1993 ponownie zasiadał w krajowym parlamencie. Był ponadto wiceprzewodniczącym rady departamentu Puy-de-Dôme i wiceszefem związku komunalnego Clermont-Ferrand (1996–2005).
Był żonaty z Jeannine Jacob, miał troje dzieci. Jego imieniem nazwano obiekt sportowy w Chamalières.

## Odznaczenia
Kawaler Legii Honorowej, Oficer Orderu Narodowego Zasługi, Oficer Orderu Palm Akademickich, odznaczony także Krzyżem Kombatanta-Ochotnika.